# Sławomir Sadowski
Sławomir Sadowski (ur. 19 grudnia 1948 w Pasłęku) – polski polityk, nauczyciel, samorządowiec. Senator VI i VII kadencji, w latach 2015–2023 wicewojewoda warmińsko-mazurski.

## Życiorys
Ukończył w 1975 studia historyczne na Wydziale Humanistycznym Uniwersytetu Gdańskiego. Pracował jako nauczyciel historii i wiedzy o społeczeństwie m.in. w I Liceum Ogólnokształcącym w Elblągu. Należy do Polskiego Towarzystwa Historycznego, w latach 1994–1999 kierował jego elbląskim oddziałem. Na przełomie lat 80. i 90. był współredaktorem lokalnej „Gazety Pasłęckiej”, od 1993 do 1997 zajmował stanowisko redaktora naczelnego lokalnych gazet.
Od 1990 działał w Porozumieniu Centrum i następnie w Porozumieniu Polskich Chrześcijańskich Demokratów, w 2001 przystąpił do Prawa i Sprawiedliwości. W latach 1998–2002 z listy AWS był radnym sejmiku warmińsko-mazurskiego (przez rok zajmował funkcję wiceprzewodniczącego). W 2002 został radnym powiatu elbląskiego.
Z listy Prawa i Sprawiedliwości w wyborach parlamentarnych w 2001 bezskutecznie kandydował do Sejmu, a w wyborach w 2005 został wybrany na senatora VI kadencji w okręgu elbląskim. W wyborach parlamentarnych w 2007 po raz drugi uzyskał mandat senatorski, otrzymując 65 061 głosów. W wyborach w 2011 bez powodzenia ubiegał się o reelekcję. W 2014 został natomiast wybrany na radnego województwa warmińsko-mazurskiego. W 2015 i 2019 ponownie z ramienia PiS kandydował do Senatu.
16 grudnia 2015 mianowany wicewojewodą warmińsko-mazurskim. Urząd ten sprawował do grudnia 2023.

## Życie prywatne
Sławomir Sadowski jest żonaty z Barbarą, ma córkę.